# Aegilops speltoides
Aegilops speltoides Tausch, 1837 è una pianta erbacea annuale della famiglia delle Poacee.
Originaria del sud-est dell'Europa e dell'Asia occidentale, viene spesso utilizzata come foraggio per l'alimentazione animale.